# Andre Iguodala
Andre Tyler Iguodala (ur. 28 stycznia 1984 w Springfield, Illinois) – amerykański koszykarz, występujący na pozycjach rzucającego obrońcy lub niskiego skrzydłowego, czterokrotny mistrz NBA, mistrz świata i olimpijski.
Po dwóch latach gry w drużynie uniwersyteckiej Arizona Wildcats, Iguodala trafił do NBA, będąc wybranym z 9. numerem draftu 2004 przez Philadelphia 76ers. W sierpniu 2012 trafił w wymianie do Denver Nuggets. W lipcu 2013 został zawodnikiem Golden State Warriors. W sezonach 2015/2016 i 2016/2017 zajął drugie miejsce w głosowaniu na najlepszego „szóstego” zawodnika ligi NBA.
7 lipca 2019 został wytransferowany do Memphis Grizzlies.
6 lutego 2020 został wytransferowany do Miami Heat. 10 sierpnia 2021 dołączył po raz kolejny w karierze do Golden State Warriors. 13 maja 2023 zakończył karierę sportową.

## Osiągnięcia
Na podstawie, o ile nie zaznaczono inaczej.
NCAA
- Uczestnik:
  - rozgrywek Elite Eight turnieju NCAA (2003)
  - turnieju NCAA (2003, 2004)
- Mistrz sezonu regularnego konferencji Pac-10 (2003)
- Zaliczony do I składu:
  - konferencji Pac-10 (2004)
  - pierwszoroczniaków konferencji Pac-10 (2003)

NBA
- Mistrz NBA (2015, 2017, 2018, 2022[11])
- Wicemistrz NBA (2016, 2019, 2020)[12]
- MVP:
  - finałów NBA (2015)[13]
  - meczu debiutantów (2006)
- Uczestnik:
  - NBA All-Star Game (2012)
  - Rising Stars Challenge (2005, 2006)
  - konkursu wsadów NBA (2006 – 2 m.)
- Wybrany do:
  - I składu:
    - defensywnego NBA (2014)[14]
    - debiutantów NBA (2005)[15]

  - II składu defensywnego NBA (2011)[14]
- Lider:
  - sezonu regularnego NBA w minutach spędzonych na parkiecie (2009)
  - play-off w średniej przechwytów (2005)[16]

Reprezentacja
- Mistrz:
  - olimpijski (Londyn 2012)
  - świata (Turcja 2010)